# Makra (cheval)
Pour les articles homonymes, voir Makra.
Le Makra ou Sindi est une race de chevaux de couleur, originaire de la région du Sind, au Pakistan. Il est monté pour le jeu du kokpar. La race est désormais rare, et menacée d'extinction.

## Dénomination
La race est connue sous plusieurs noms. Makra est le nom retenu par la base de données DAD-IS et par CAB International, ce dernier organisme précisant qu'elle est également nommée Makrana. Le chercheur pakistanais M. S. Khan précise (2004) que la race est également appelée Sindh Desi, ce qui signifie « local du Sind » en ourdou. Le mot desi peut s'appliquer à d'autres espèces animales domestiques que le cheval.
D'après CAB International (2016), il existe des tentatives de reconnaissance d'une race de chevaux en Inde connue sous le nom de Sindhi, ou Sindhi-Kutchi, par collaboration entre l’Anand Agricultural University et le Gujarat's Equestrian Club, dans le Gujarat, notamment à la suite de l'établissement d'un élevage de référence au Nord-Ouest de la région, près de la frontière avec le Pakistan. Cette race indienne est vraisemblablement distincte du Kathiawari, et semble être la même que celle qui est trouvée de l'autre côté de la frontière, au Pakistan.

## Description
Il présente un modèle de cheval de selle léger. Sa robe, unie, est dans les tons gris-brun.

## Utilisations
La race est utilisée pour le sport. Ces chevaux sont montés en kokpar, un jeu local impliquant deux équipes de cavalier qui se disputent la dépouille d'un animal

## Diffusion de l'élevage
Le Makra est une race indigène, endémique du Pakistan, provenant plus précisément du Sind,. D'après l'unique relevé de population figurant sur DAD-IS, en 1988, le nombre d'individus recensés se situait entre 100 et 1000. Il n'existe pas de relevé de population plus récent, l'étude de M. S. Khan en 2004, à Faisalabad, ne parvenant pas à estimer les effectifs de la race. Globalement, la population équine du Pakistan est en déclin.
Le Makra est cité dans l'édition 2007 de l'encyclopédie de l'université d'Oklahoma, mais la race n'y est pas décrite.
L'étude menée par l'université d'Uppsala en 2010 considère le Makra comme une race de chevaux asiatique locale en danger d'extinction. CAB International signale que la race est désormais rare.